# Heliconius larseni
Heliconius larseni är en fjärilsart som beskrevs av Friedrich Wilhelm Niepelt 1916. Heliconius larseni ingår i släktet Heliconius och familjen praktfjärilar. Inga underarter finns listade i Catalogue of Life.